# Icewind Dale: Heart of Winter
Icewind Dale: Heart of Winter é um pacote de expansão para o RPG eletrônico Icewind Dale desenvolvido pela Black Isle Studios. Ele introduziu muitas mudanças e adições ao jogo original e incluiu uma nova campanha. Um add-on para download para este pacote de expansão, intitulado Trials of the Luremaster, foi lançado gratuitamente. Tanto a expansão quanto o add-on foram incluídos na versão Icewind Dale: Enhanced Edition.

## Jogabilidade
Algumas mudanças notáveis incluem um limite de pontos de experiência muito maior, novos itens mágicos, novos feitiços, uma configuração de dificuldade especial "Heart of Fury" para aumentar o poder do inimigo e obter um maior ganho de pontos de experiência, e uma resolução máxima de 800x600. O jogo ainda é baseado no conjunto de regras da 2ª edição do Advanced Dungeons & Dragons.
Para acessar a nova campanha, o jogador deve entrar em uma porta previamente trancada na cidade de Kuldahar enquanto possui um grupo de personagens de nível 9 ou superior, ou importar o grupo após completar a campanha principal, quando o grupo for exportado.

## Trama
Em Kuldahar, os personagens do jogador são recebidos por um xamã bárbaro, Hjollder, que revela ter visões de um grande conflito e que o grupo do jogador é a peça-chave para interrompê-lo. O grupo é magicamente transportado para Lonelywood, onde descobrem que uma grande força bárbara está se reunindo nas proximidades, ameaçando destruir as Dez Cidades. A força se reuniu a Wylfdene, um grande senhor da guerra bárbaro morto em batalha na temporada anterior. Ele afirma ser o hospedeiro do espírito do antigo herói bárbaro Jerrod e agora está ansioso para atacar as Dez Cidades em nome do deus da guerra Tempus.
O grupo viaja para o acampamento bárbaro e encontra o próprio chefe ressuscitado. Hjollder acredita que algo está errado com Wylfdene e, no que lhe concerne, é exilado do acampamento. O grupo mais tarde encontra o exilado Hjollder no cemitério bárbaro de onde Wylfdene se levantou, embora agora esteja atormentado por mortos-vivos e espíritos. Por recomendação dele, o grupo viaja para Gloomfrost para consultar a Vidente, uma velha com vastos poderes místicos. Ela revela que não é Jerrod que habita o corpo de Wylfdene, mas sim a alma do grande dragão branco Icasaracht.
O grupo retorna ao acampamento bárbaro, onde a própria Vidente se aproxima de Wylfdene. Ela é morta por ele, mas consegue enganar o espírito do dragão e fazê-lo abandonar seu corpo, revelando a enganação aos bárbaros ali reunidos. A última tarefa do grupo do jogador é viajar até o Mar do Gelo Móvel (Sea of Moving Ice), onde está localizada a Toca de Icasaracht. Lá, eles batalham através de seus súditos (incluindo os bárbaros, trolls e sahuagins leais restantes) e, finalmente, encontram o próprio dragão branco. Ela explica que desejava vingar-se das Dez Cidades pela conquista das terras dos dragões e por sua morte um século atrás.
Ela afirma que viu uma alma gêmea em Wylfdene e simpatizou com os bárbaros, que ela afirma que enfrentam a extinção pela aproximação das Dez Cidades. Ela pensou eles que seriam os instrumentos adequados para seu plano. O grupo a mata e estilhaça a Pedra da Alma (Soulstone) que a salvou da morte um século antes, garantindo que sua morte seja definitiva.

## Recepção
Após o seu lançamento, Icewind Dale: Heart of Winter estreou em sexto lugar na tabela de vendas de jogos de computador da NPD Intelect para o período de 18 a 24 de fevereiro. Caiu para o 10º lugar na sua segunda semana, e voltou a subir para o nono na sua terceira semana. Na quarta semana, Heart of Winter não se encontrava mais no top 10 semanal da NPD.
Icewind Dale: Heart of Winter recebeu críticas bastante positivas,  com vários elogios sobre seus novos recursos e áreas. Conforme o GameSpy, o escritor sugere que "quando toda a saga Icewind Dale está disponível a preços de pechincha, esta expansão marca uma parte divertida do jogo inteiro".
Chris Glassel do Dallas Morning News e Greg Kasavin da revista Computer Shopper criticaram o jogo pela duração de sua campanha, que era muito mais curta do que o original. Chris Chan, do New Straits Times, apontou uma série de pequenas falhas técnicas, como problemas de pathfinding e o ocasional bloqueio(trava) do sistema.

## Trials of the Luremaster
Trials of the Luremaster é um add-on gratuito para download para Icewind Dale: Heart of Winter. Foi lançado pela Black Isle Studios devido às críticas de que, por si só, Heart of Winter era muito curto. Ele contém uma localização grande, como uma masmorra, com várias novas áreas para explorar e um punhado de novos inimigos para combater e itens para encontrar. Ele também atua como o patch final do jogo, corrigindo uma série de bugs e trazendo o número da versão do jogo para v1.42.

### Trama
O jogador conhece um halfling misterioso, Hobart Stubbletoes, que se apresenta no Whistling Gallows Inn em Lonelywood. Ele busca um grupo de heróis robustos para uma busca por um lugar maravilhoso, com tesouros além da imaginação. Se o grupo aceitar, eles serão transportados para um novo lugar, longe do terreno gelado das Dez Cidades, encontrando-se nas paredes de um castelo em ruínas em uma terra desconhecida, o deserto de Anauroch. O próprio castelo é um lugar onde o espírito louco de um bardo chamado Luremaster desafia constantemente os aventureiros com muitas armadilhas e monstros. A única maneira de sair do lugar é derrotar todos os monstros, evitar armadilhas, encontrar um bom saque se possível e derrotar o Luremaster. 